# Shoulders
Les Shoulders sont un groupe de rock américain d'Austin, dont le genre pourrait être qualifié de « musique de carnaval aviné » (et le jeu de scène de Michael Slattery aussi).

## Histoire du groupe
Les prémices du groupe se situent dans la rencontre du chanteur Michael Slattery et du guitariste Todd Kassens à l'Université du Texas. Ils vont à Los Angeles en 1981, puis à New York et reviennent à Austin en 1983. En 1987, ils forment la première version des Shoulders et sortent trois cassettes maison les années suivantes. Ils finissent par compléter le groupe avec le batteur Alan Gene Williams et le bassiste Chris Black dans le courant des années 90.
Le groupe fait une série de concerts remarqués aux festivals New Music Seminar de New York et South by Southwest à Austin, et reçoit plusieurs récompenses. Ils partent en tournée européenne où ils font plusieurs premières parties des Pogues en décembre 1991.
Leur succès amène le label français Musidisc à les signer et produire leur premier album Trashman Shoes (1992) qui sera second au hit-parade français. Le label américain DejaDisc les distribue alors enfin aux États-Unis.
Leur second album est produit  en 1993 par Philip Tennant (The Cure, The Waterboys). Il cultivera plus le côté « Pogues » qui ne se faisait sentir que sur le morceau "Uncle Achin" du premier album. Il atteindra la 4e place au hit-parade français.

## Discographie
Le morceau Lula's Bar & Pool apparaît dans la bande musicale du film Slacker de Richard Linklater.